# ヤマトインターナショナル東京本社ビル
ヤマトインターナショナル東京本社ビルは、東京都大田区に所在する建築物である。

## 建築
大田区平和島の西部、倉庫群の中に位置し、南北約140m・高さ約40mの威容を誇る。大阪府と東京都に二本社制を敷くアパレルメーカーヤマトインターナショナルにより建設された。当初は1階から3階までが倉庫（配送センター）、4階以上に役員室や事務室を置いていたが、物流体制の変更で倉庫が不要になり、組織再編で自社オフィスとして使用する床面積も減少したことから、2002年より空いたフロアにテナントを入れている。北側を走る環七通りの高架橋の高さに相当する1階から3階にかけてはがっしりした基壇として作られ、4階は平和の森公園と接続する人工地盤として開放されている。4階より上部は、切妻屋根や窓など住居を思わせる要素が不規則に積み重ねられている。設計者の原は1970年代に世界40カ国の集落を調査旅行しており、「雑然として見える集落が、実は緩やかな秩序に基づいて全体の調和を織りなしている」という発見を建築に投影した。公園に面した西側の幾何学的意匠はおとぎの国を思わせ、頂部には雲を模した装飾が施されている。白く柔らかく輝く質感を求めて、外装には不二サッシに発注したアルミニウムパネルを多用した。建物内部にも設計者の趣向が凝らされ、窓ガラスには周囲の風景に合わせて1枚ごとに異なるエッチングが施されている。エレベーターホールの窓ガラスには、手前にあるフラクタル幾何のように加工された手すりとの重なりで絵が生まれる仕掛けが用意されている。
本建築は1988年に第1回村野藤吾賞と第29回建築業協会賞（BCS賞）を受賞している。2024年にはDOCOMOMO Japanにより「日本におけるモダン・ムーブメントの建築290選」に選定された。
伊丹十三監督の映画「マルサの女2」ではロケ地として使用された